# Papuligobius ocellatus
Papuligobius ocellatus hay Cá bống mắt là một loài cá bống trong chi Papuligobius thuộc họ cá bống trắng. 

## Đặc điểm
Thân phía trước cá bống mắt có hình trụ, sau dẹp bên, đầu chúng dẹp bằng và rộng, mõm tù, mắt nằm gần đỉnh đầu,; miệng rộng gần như nằm ngang, rạch miệng kéo dài gần đến viền sau mắt, môi dày; trên má có các rãnh chất nhờn nằm ngang. Khởi điểm vây lưng thứ 2 hơi trước khởi điểm vây hậu môn, vây ngực phát triển, vây bụng hình tròn và ngắn, vây đuôi tròn và ngắn.
Thân phủ vẩy lược nhỏ, vẩy trước vây lưng chỉ kéo dài đến xương nắp mang; thân màu nâu sáng xen kẽ những đốm nhạt, bụng trắng ngà, đầu có những đốm nâu nhất định, thân có 7-8 đốm nâu thẫm hình yên ngựa, ngang lưng có hình dạng không rõ, vây lưng màu nhạt với các đốm thẫm hơn; phần trên gốc tia vây ngực có 1 đốm thẫm, đôi khi có bờ viền trắng; vây đuôi màu nâu xám với 1 đốm đen viền trắng ở phía trên của gốc vây, các vây còn lại màu xám nhạt.